# Kepler-59
 (juin 2025).
Désignations
Kepler-59 est une étoile située dans la constellation de la Lyre, à environ 1 163,22 parsecs de la Terre.

## Caractéristiques physiques
Sa température effective est d'environ 6074 K.
Sa masse est estimée à 1,04 fois celle du Soleil.
Son rayon est d'environ 0,94 fois celui du Soleil.
Sa luminosité est d'environ 2,11 fois celle du Soleil.

## Observation
Ses coordonnées célestes sont : ascension droite 19h 08m 09,48s, déclinaison +46° 38′ 24,60″.

## Système planétaire
| Planète     | Masse   | Demi-grand axe (ua) | Période orbitale (jours) | Excentricité | Inclinaison | Rayon   |
| ----------- | ------- | ------------------- | ------------------------ | ------------ | ----------- | ------- |
| Kepler-59 b | 0,01 MJ | 0,10                | 11,87                    | 0,000        | 86,93°      | 0,10 RJ |
| Kepler-59 c | 0,01 MJ | 0,13                | 17,98                    | 0,000        | 88,06°      | 0,18 RJ |